# Imperial Orden Hispánica de Carlos V
La Imperial Orden Hispánica de Carlos V es una orden de caballería de carácter honorífico creada oficialmente como distinción en octubre de 1987 por la Sociedad Heráldica Española, con el fin de conmemorar la Hispanidad y divulgar la figura del Rey y Emperador Carlos V y premiar a personalidades de las Artes, las Ciencias y cualesquiera materia de enriquecimiento del país, su labor de consolidación y engrandecimiento de España. Está definida en sus Ordenanzas de 6 de mayo de 2000 como “una hermandad de Caballeros, unidos por su devoción a Santa Bárbara, el recuerdo del césar Carlos y la obra Universal de España”.

## Historia
Fue constituida por un grupo de militares españoles entre los que se encontraban el general Hernández Rovira; los coroneles Rodríguez Agustín, Dueñas Díaz y Arredondo Acuña; y los civiles Montells de Galán, Alonso de Contreras y Torres-Muñoz y Osácar. Como Gran Maestre de la Orden fue designado  D. Enrique de Borbón y García-Lobez, hijo de Don Francisco de Borbón y Borbón, Duque de Sevilla y Gran Maestre de la Orden de San Lázaro de Jerusalén. Posteriormente, en 1992, S.A.R. D. Juan de Borbón y Battemberg, Conde de Barcelona y padre del Rey Juan Carlos I, aceptó el nombramiento de Regidor Perpetuo de la Sociedad Heráldica Española y de la Orden.

## Categorías de la Orden e Insignias
La Orden cuenta con Caballeros y Damas de la mayoría de los países de Hispanoamérica y Europa, y ha celebrado actos en San Juan de Puerto Rico (2003) y Santo Domingo (2007). Según sus Ordenanzas, pueden pertenecer aquellos españoles o extranjeros que por su calidad, prestigio y defensa de la Hispanidad y de la memoria histórica del reinado del césar Carlos se hagan merecedores de ello. Cuenta con los siguientes grados para los varones: Caballero, Comendador, Comendador de Número, Gran Placa, Bailio Gran Placa y Gran Collar.
Las mujeres pueden pertenecer a la Orden con el grado universal de Dama.

## Investidura
El primer acto de Investidura tuvo lugar en el Convento de don Juan de Alarcón el 26 de noviembre de 1988. Desde el año siguiente, se celebran en el Alcázar de Segovia a finales de cada año y, desde 2008, también, en Granada, frente a la tumba de los Reyes Católicos y en primavera.
Anualmente convoca una cena de gala previa al acto de Granada con el fin de recaudar fondos para las Monjas Jerónimas que residen en el Real Monasterio de San Jerónimo (Granada).
| INSIGNIAS IMPERIAL ORDEN HISPÁNICA DE CARLOS V |  |  |
|                                                |  |  |